# Сан Салваторе (Асколи Пичено)
Сан Салваторе (итал. San Salvatore) насеље је у Италији у округу Асколи Пичено, региону Марке.
Према процени из 2011. у насељу је живело 304 становника. Насеље се налази на надморској висини од 50 м.